# Christina Fischer
Christina Fischer (* 29. September 1973 in Viechtach) ist eine ehemalige deutsche Tischtennisspielerin. Sie gewann die Deutsche Meisterschaft im Einzel und zweimal die Mannschafts-Europameisterschaft.

## Erfolge in der Jugend
1988 gewann Fischer mit ihrem Heimatverein TV Viechtach die deutsche Mannschaftsmeisterschaft der Jugend. 1990 und 1991 wurde sie zusammen mit Elke Schall deutsche Jugendmeisterin im Doppel, 1992 gewann sie den Einzelwettbewerb der deutschen Juniorenmeisterschaft. Sie sammelte auch schon internationale Erfahrungen: 1992 holte sie in Granada mit der deutschen Mädchenmannschaft Silber bei der Europameisterschaft. 1993 wurde sie deutsche Juniorenmeisterin.

## Nationale Erfolge
Fischer gewann zweimal die Deutsche Meisterschaft im Doppel, 1993 in Münster mit Christiane Praedel und 1999 in Augsburg mit Olga Nemes. 2001 holte sie in Böblingen den Titel im Einzel, 2004 in Stadtallendorf im Mixed mit Nico Christ.
Mehrfach nahm sie an den nationalen TOP16-/TOP12-Turnieren teil. Hier belegte sie 1998 Platz 3, 2001, 2002 und 2005 jeweils Platz 2 sowie 2004 Platz 1.
In der deutschen Rangliste wurde sie 2005 auf Rang 7 geführt. Bei der deutschen Meisterschaft 2002 in Koblenz korrigierte sie eine Fehlentscheidung des Schiedsrichters zu ihrem Nachteil. Wegen dieses fairen Verhaltens wurde ihr der Fairness-Preis des Swaythling Club International verliehen.

## Internationale Erfolge
Zwischen 1992 und 1999 wurde Fischer 42-mal in die Nationalmannschaft berufen. 1999 verzichtete sie zugunsten ihrer Berufsausbildung auf die WM-Teilnahme sowie weitere Einsätze in der Nationalmannschaft, zumal durch die Einbürgerung von Jie Schöpp, Qianhong Gotsch und Jing Tian-Zörner die Konkurrenz übermächtig zu werden schien.
Viermal nahm sie an Europameisterschaften teil, erstmals 1992 bei den Individualwettbewerben: Mit der Damenmannschaft gewann sie 1994 Silber sowie 1996 und 1998 Gold. Zweimal stand sie im Aufgebot für Weltmeisterschaften: Bei der WM 1995 belegte sie mit dem Damenteam Platz 6, bei der WM 1997 holte man Bronze.
Im European Ladies Team Cup erreichte sie 1994 und 1995 Platz 1 mit der deutschen Mannschaft.

## Vereine
Fischer spielte bei den Vereinen TV Viechtach (bis 1989), DJK SB Regensburg (bis 1990), TSV Röthenbach (1990–1992; Regionalliga, 2. BL), FC Langweid (1992–1997), VfB Team Galaxis Lübeck (1997–2000), 3B Berlin (2000–2002), TTC Femont Röthenbach (2002–2003), 3B Berlin (2003–2004), FSV Kroppach (2004–2007) und TTC Langweid (ab 2007) in der Tischtennis-Bundesliga. Sie wohnte mit ihrem Lebensgefährten Anders Johansson in Ochsenhausen.
Mit dem FC Langweid gewann sie 1995 und 1996 den ETTU-Nancy-Evans Cup. Den Europapokal der Landesmeister holte sie 1997 mit FC Langweid und 1998 mit "Team Galaxis Lübeck". Deutscher Mannschaftsmeister wurde sie 1996 mit FC Langweid und 1998 mit Lübeck. Bis 2007 spielte sie in Kroppach, danach wechselte sie zum TTC Langweid in die 2. Bundesliga.

## Privat
Christina Fischer lebt seit 2018 in Almeria (Spanien). Ihre Schwester Sabine (* 1976) erreichte die Spielstärke der 2. Bundesliga.

## Turnierergebnisse
| Verband | Veranstaltung       | Jahr | Ort           | Land | Einzel       | Doppel        | Mixed         | Team |
| ------- | ------------------- | ---- | ------------- | ---- | ------------ | ------------- | ------------- | ---- |
| GER     | Europameisterschaft | 1998 | Eindhoven     | NED  |              |               |               | 1    |
| GER     | Europameisterschaft | 1996 | Bratislava    | SVK  |              |               | Viertelfinale | 1    |
| GER     | Europameisterschaft | 1994 | Birmingham    | ENG  |              | Viertelfinale |               | 2    |
| GER     | Pro Tour            | 2001 | Farum         | DEN  | Rd 1         |               |               |      |
| GER     | Pro Tour            | 1999 | Hopton-on-Sea | ENG  | letzte 32    | letzte 16     |               |      |
| GER     | Pro Tour            | 1998 | Sundsvall     | SWE  |              | letzte 16     |               |      |
| GER     | Pro Tour            | 1998 | Courmayeur    | ITA  | Rd 1         | letzte 16     |               |      |
| GER     | Pro Tour            | 1998 | Ji' Nan City  | CHN  | Rd 1         | letzte 16     |               |      |
| GER     | Pro Tour            | 1997 | Lyon          | FRA  | letzte 32    | letzte 16     |               |      |
| GER     | Pro Tour            | 1997 | Kalmar        | SWE  | Rd 1         | Viertelfinale |               |      |
| GER     | Pro Tour            | 1997 | Linz          | AUT  |              | letzte 16     |               |      |
| GER     | Pro Tour            | 1997 | Kettering     | ENG  | letzte 32    |               |               |      |
| GER     | Weltmeisterschaft   | 1997 | Manchester    | ENG  | letzte 128   | letzte 64     | letzte 32     | 3    |
| GER     | Weltmeisterschaft   | 1995 | Tianjin       | CHN  | keine Teiln. | keine Teiln.  | Qual          | 6    |
| GER     | WTC-World Team Cup  | 1994 | Nimes         | FRA  |              |               |               | 2    |